# World Cup 1993 (Tischtennis)
| 1992 ← World Cup → 1994 | 1992 ← World Cup → 1994               |
| ----------------------- | ------------------------------------- |
|                         | Männer                                |
| Datum                   | 19.08.–22.08.                         |
| Ort                     | Guangzhou                             |
| Auflage                 | 14                                    |
| Sieger                  | Zoran Primorac Wang Tao Wenguan Huang |

Der Tischtennis-World Cup 1993 fand in seiner 14. Austragung vom 19. bis 22. August im chinesischen Guangzhou statt. Es gab nur einen Wettbewerb für Männer. Gold ging an Zoran Primorac aus Kroatien.

## Modus
An dem Wettbewerb nahmen 16 Sportler teil, die auf vier Gruppen mit je vier Sportlern aufgeteilt wurden. Die Gruppenersten und -zweiten rückten in die im K.o.-Modus ausgetragene Hauptrunde vor. Die Halbfinal-Verlierer trugen ein Spiel um Platz 3 aus. Gespielt wurde mit zwei Gewinnsätzen, in den Halbfinals und dem Finale mit drei Gewinnsätzen.

## Teilnehmer
| Platz | Name              | TN |
| ----- | ----------------- | -- |
| 1     | Zoran Primorac    | 1  |
| 2     | Wang Tao          | 2  |
| 3     | Wenguan Huang     | 2  |
| 4     | Peter Karlsson    | 1  |
| 5     | Chen Xinhua       | 2  |
| 5     | Jean-Michel Saive | 4  |
| 5     | Ma Wenge          | 5  |
| 5     | Ding Yi           | 1  |
| 9     | Erik Lindh        | 3  |
| 9     | Jörg Roßkopf      | 1  |
| 9     | Jan-Ove Waldner   | 9  |
| 9     | Xie Chaojie       | 2  |
| 13    | Ashraf Helmy      | 1  |
| 13    | Hugo Hoyama       | 3  |
| 13    | Peter Jackson     | 4  |
| 13    | Hiroshi Shibutani | 1  |

## Gruppenphase

### Gruppe 1
|                 | Ergebnis |                 |
| --------------- | -------- | --------------- |
| Zoran Primorac  | 2:1      | Wenguan Huang   |
| Zoran Primorac  | 2:0      | Jan-Ove Waldner |
| Zoran Primorac  | 2:1      | Peter Jackson   |
| Wenguan Huang   | 1:1 wd   | Jan-Ove Waldner |
| Wenguan Huang   | 2:0      | Peter Jackson   |
| Jan-Ove Waldner | 2:0      | Peter Jackson   |

| Platz | Spieler         | Spiele | Sätze | Punkte |
| ----- | --------------- | ------ | ----- | ------ |
| 1     | Zoran Primorac  | 3      | 6:2   | 6      |
| 2     | Wenguan Huang   | 3      | 4:3   | 5      |
| 3     | Jan-Ove Waldner | 3      | 3:3   | 4      |
| 4     | Peter Jackson   | 3      | 1:6   | 3      |

### Gruppe 2
|             | Ergebnis |              |
| ----------- | -------- | ------------ |
| Ma Wenge    | 2:0      | Chen Xinhua  |
| Ma Wenge    | 1:2      | Erik Lindh   |
| Ma Wenge    | 2:1      | Ashraf Helmy |
| Chen Xinhua | 2:0      | Erik Lindh   |
| Chen Xinhua | 2:0      | Ashraf Helmy |
| Erik Lindh  | 2:0      | Ashraf Helmy |

| Platz | Spieler      | Spiele | Sätze | Punkte |
| ----- | ------------ | ------ | ----- | ------ |
| 1     | Ma Wenge     | 3      | 5:3   | 5      |
| 2     | Chen Xinhua  | 3      | 4:2   | 5      |
| 3     | Erik Lindh   | 3      | 4:3   | 5      |
| 4     | Ashraf Helmy | 3      | 1:6   | 3      |

### Gruppe 3
|                   | Ergebnis |                   |
| ----------------- | -------- | ----------------- |
| Peter Karlsson    | 2:1      | Jean-Michel Saive |
| Peter Karlsson    | 2:0      | Xie Chaojie       |
| Peter Karlsson    | 2:1      | Hiroshi Shibutani |
| Jean-Michel Saive | 2:0      | Xie Chaojie       |
| Jean-Michel Saive | 2:0      | Hiroshi Shibutani |
| Xie Chaojie       | 2:0      | Hiroshi Shibutani |

| Platz | Spieler           | Spiele | Sätze | Punkte |
| ----- | ----------------- | ------ | ----- | ------ |
| 1     | Peter Karlsson    | 3      | 6:2   | 6      |
| 2     | Jean-Michel Saive | 3      | 5:2   | 5      |
| 3     | Xie Chaojie       | 3      | 2:4   | 4      |
| 4     | Hiroshi Shibutani | 3      | 1:6   | 3      |

### Gruppe 4
|              | Ergebnis |              |
| ------------ | -------- | ------------ |
| Wang Tao     | 2:0      | Ding Yi      |
| Wang Tao     | 2:0      | Jörg Roßkopf |
| Wang Tao     | 2:1      | Hugo Hoyama  |
| Ding Yi      | 2:1      | Jörg Roßkopf |
| Ding Yi      | 2:0      | Hugo Hoyama  |
| Jörg Roßkopf | 2:1      | Hugo Hoyama  |

| Platz | Spieler      | Spiele | Sätze | Punkte |
| ----- | ------------ | ------ | ----- | ------ |
| 1     | Wang Tao     | 3      | 6:1   | 6      |
| 2     | Ding Yi      | 3      | 4:3   | 5      |
| 3     | Jörg Roßkopf | 3      | 3:5   | 4      |
| 4     | Hugo Hoyama  | 3      | 2:6   | 3      |

## Hauptrunde
|  | Viertelfinale     | Viertelfinale  |                |               | Halbfinale       | Halbfinale |  |  | Finale | Finale |
|  |                   |                |                |               |                  |            |  |  |        |        |
|  |                   |                |                |               |                  |            |  |  |        |        |
|  | Zoran Primorac    | 2              |                |               |                  |            |  |  |        |        |
|  | Zoran Primorac    | 2              |                |               |                  |            |  |  |        |        |
|  | Chen Xinhua       | 0              |                |               |                  |            |  |  |        |        |
|  | Chen Xinhua       | 0              | Zoran Primorac | 3             |                  |            |  |  |        |        |
|  |                   |                | Zoran Primorac | 3             |                  |            |  |  |        |        |
|  |                   | Peter Karlsson | 2              |               |                  |            |  |  |        |        |
|  | Ding Yi           | Peter Karlsson | 2              | 0             |                  |            |  |  |        |        |
|  | Ding Yi           |                |                | 0             |                  |            |  |  |        |        |
|  | Peter Karlsson    | 2              |                |               |                  |            |  |  |        |        |
|  |                   |                | Zoran Primorac | 3             |                  |            |  |  |        |        |
|  |                   |                |                | Wang Tao      | 2                |            |  |  |        |        |
|  | Wang Tao          | 2              |                |               |                  |            |  |  |        |        |
|  | Jean-Michel Saive | 0              |                |               |                  |            |  |  |        |        |
|  | Jean-Michel Saive | 0              | Wang Tao       | 3             |                  |            |  |  |        |        |
|  |                   |                | Wang Tao       | 3             | Spiel um Platz 3 |            |  |  |        |        |
|  |                   | Wenguan Huang  | 0              |               |                  |            |  |  |        |        |
|  | Ma Wenge          | Wenguan Huang  | 0              | 0             | Peter Karlsson   | 1          |  |  |        |        |
|  | Ma Wenge          |                |                | 0             | Peter Karlsson   | 1          |  |  |        |        |
|  | Wenguan Huang     | 2              |                | Wenguan Huang | 2                |            |  |  |        |        |
|  | Wenguan Huang     | 2              |                |               | 2                |            |  |  |        |        |
|  |                   |                |                |               |                  |            |  |  |        |        |

## Sonstiges
Die Bronzemedaille von Wenguan Huang war die erste World-Cup-Medaille, die nicht nach Europa oder Asien ging, 1997 folgte die zweite.